# Mountain City (Tennessee)
Mountain City település az Amerikai Egyesült Államok Tennessee államában, Johnson megyében, melynek megyeszékhelye is. Lakosainak száma 2415 fő (2020. április 1.).

## Népesség
A település népességének változása:

| 2010 | 2 531 |
| 2020 | 2 415 |